# Mia Sara
Mia Sarapochiello (Nova Iorque, 19 de junho de 1967) é uma atriz norte-americana, mais conhecida por interpretar Sloane Peterson em Ferris Bueller's Day Off.

## Biografia
É diplomada pela Saint Ann's School, de Nova Iorque. Possui ainda o brevê de piloto de avião.
Casou-se em 1996 com Jason Connery, filho de Sean Connery, com quem atuou em Bullet to Beijing. Em junho de 1997 tiveram um filho, Dashiell Quinn Connery. Divorciaram-se em 2002. Após a separação passou a viver com Brian Henson, filho do criador dos muppets, Jim Henson. O casal tem uma filha.
Seu primeiro papel importante foi a Princesa Lily, em Legend (A Lenda), com Tom Cruise, em 1985, mas seu papel mais importante veio no ano seguinte, com Ferris Bueller's Day Off, interpretando Sloane Peterson, namorada do personagem-título. Apareceu ainda na minissérie Queenie, e no papel que lhe rendeu o Saturn Award de melhor coadjuvante, em Timecop. Ao longo da carreira interpretou vários papéis na televisão.

## Carreira
| Ano       | Filme                                                        | Título em português                        | Papel                            | Obs.                                              |
| --------- | ------------------------------------------------------------ | ------------------------------------------ | -------------------------------- | ------------------------------------------------- |
| 1983      | All My Children                                              |                                            | Francesca                        |                                                   |
| 1985      | Legend                                                       | br: A Lenda; pt: A Lenda da Floresta Negra | Princesa Lily                    |                                                   |
| 1986      | Ferris Bueller's Day Off                                     | br: Curtindo a Vida Adoidado               | Sloane Peterson                  |                                                   |
| 1987      | Queenie                                                      |                                            | Queenie Kelly                    | Minissérie de TV                                  |
| 1988      | Shadows in the Storm                                         |                                            | Melanie                          |                                                   |
| 1988      | Apprentice to Murder                                         |                                            | Alice Spangler                   |                                                   |
| 1988      | Any Man's Death                                              |                                            | Gerlind                          |                                                   |
| 1988      | The New Alfred Hitchcock Presents                            |                                            | Sara Fletcher                    | 1 episódio: "Twisted Sisters"                     |
| 1989      | Big Time                                                     |                                            | Fran                             | Filme para a TV                                   |
| 1989      | Till We Meet Again                                           |                                            | Delphine de Lancel               | Minissérie para a TV                              |
| 1990      | Daughter of Darkness                                         |                                            | Katherine Thatcher               | Filme para a TV                                   |
| 1991      | A Climate for Killing                                        |                                            | Elise Shipp                      | Também conhecido como A Row of Crows              |
| 1991      | By the Sword                                                 |                                            | Erin Clavelli                    |                                                   |
| 1992      | A Stranger Among Us                                          |                                            | Leah                             |                                                   |
| 1993      | Time Trax                                                    |                                            | Elyssa Channing Knox/ Annie Knox | 2 episódios                                       |
| 1993      | Blindsided                                                   |                                            | Chandler Strange                 | Filme para a TV                                   |
| 1993      | Call of the Wild                                             |                                            | Jessie Gosselin                  |                                                   |
| 1994      | Caroline at Midnight                                         |                                            | Victoria Dillon                  | Também conhecido como Someone's Watching          |
| 1994      | Timecop                                                      | br: Guardião do Tempo                      | Melissa Walker                   | Venceu o Saturn Award de melhor atriz coadjuvante |
| 1995      | The Set-Up                                                   |                                            | Gina Sands                       |                                                   |
| 1995      | The Maddening                                                |                                            | Cassie Osborne                   |                                                   |
| 1995      | Bullet to Beijing                                            |                                            | Natasha Gradetsky                | Filme para a TV                                   |
| 1995      | Black Day Blue Night                                         |                                            | Hallie Schrag                    |                                                   |
| 1995–1996 | Chicago Hope                                                 |                                            | Annie Rueman                     | 2 episódios                                       |
| 1996      | Strangers                                                    |                                            | Ginny                            | 1 episódio                                        |
| 1996      | The Pompatus of Love                                         |                                            | Cynthia                          |                                                   |
| 1996      | Undertow                                                     |                                            | Willie Yates                     | Filme para a TV                                   |
| 1997      | 20,000 Leagues Under the Sea                                 | br: 20.000 Léguas Submarinas               | Mara                             | Filme para a TV                                   |
| 1998      | Hard Time                                                    |                                            | Myler                            | Filme para a TV                                   |
| 1999      | Dazzle                                                       |                                            | Miss Martinet                    |                                                   |
| 2000      | Little Insects                                               |                                            | Princesa Dayzie                  | Voz                                               |
| 2001      | Turn of Faith                                                |                                            | Annmarie De Carlo                |                                                   |
| 2001      | The Impossible Elephant                                      |                                            | Molly Connor                     | Também conhecido como The Incredible Elephant     |
| 2001      | Jack and the Beanstalk: The Real Story                       |                                            | Ondine                           | Minissérie para a TV                              |
| 2002      | Lost in Oz                                                   |                                            | Loriellidere                     | Série para a TV                                   |
| 2002–2003 | Birds of Prey                                                |                                            | Dr. Harleen Quinzel/Harley Quinn |                                                   |
| 2003      | Hoodlum & Son                                                |                                            | Ellen Heaven                     |                                                   |
| 2005      | CSI: NY                                                      |                                            | Cala Winger                      | 1 episódio                                        |
| 2006      | Nightmares and Dreamscapes: From the Stories of Stephen King | br: Pesadelos e Paisagens Noturnas         | Bela passageira                  | 1 episódio                                        |
| 2007      | Tinseltown                                                   |                                            | Lena                             | Piloto de série para a TV                         |
| 2010      | The Witches of Oz                                            |                                            | Princesa Langwidere              |                                                   |
| 2024      | The Life of Chuck                                            | br: A Vida de Chuck                        | Sarah Krantz                     |                                                   |